# 투 포 더 시쏘
투 포 더 시쏘(Two For The Seesaw)는 미국에서 제작된 로버트 와이즈 감독의 1962년 영화이다. 로버트 미첨 등이 주연으로 출연하였고 월터 미리쉬 등이 제작에 참여하였다.

## 출연

### 주연
- 로버트 미첨
- 셜리 맥클레인

### 조연
- 에드몬 라이언
- 엘리자베스 프레이저
- 에디 파이어스톤
- 빌리 그레이

## 제작진
- 원작자: 윌리엄 깁슨
- 미술: 보리스 레벤
- 세트: 에드워드 G. 보일
- 의상: 오리 켈리
- 배역: 린 스터마스터